# Jiří Kylián
Jiří Kylián (Praga (Txèquia), 21 de març, 1947) és un coreògraf, ballarí i fotògraf txec.

## Biografia
Jiří Kylián, va néixer a Praga a la família del director del banc Václav Kylián i de la ballarina Markéta Kyliánová (1912–2016), actuant sota el nom artístic de Rita Rita entre les dues guerres mundials, com un dels seus dos fills.
Estudiar, exiliar
El seu somni d'infant era convertir-se en acròbata de circ, així que la seva mare el va portar a gimnàstica a la Facultat d'Educació Física i Esports amb Jiří Krátký, un dels entrenadors de l'època. Poc després de començar a entrenar regularment, es va convertir en el campió de Praga en la categoria d'estudiants més joves. Durant l'entrenament, el va notar Frank Towen, un ballarí, coreògraf i pedagog que en aquell moment s'encarregava de l'educació de la dansa dels joves atletes a la facultat i va dirigir el nen de nou anys dotat físicament a l'entrenament de ballet al "National Teatre". El 1962 es va incorporar al Conservatori de Praga. Una gran influència en el seu desenvolupament professional posterior va ser Zora Šemberová, professora del conservatori, també coneguda com la primera intèrpret de Julieta en el ballet Romeu i Julieta de Prokófiev a partir de 1938. El 1967 Jiří va rebre una beca i va estudiar al Royal Ballet. Escola a Londres. Allà, el coreògraf John Cranko també li va oferir ser membre del famós Ballet de Stuttgart. Va tornar a Bohèmia per passar l'estiu, i després de la invasió de les tropes del Pacte de Varsòvia el 1968, va emigrar de Txecoslovàquia a Alemanya.

## Carrera professional
Entre 1969 i 1975 va treballar al Ballet d'Stuttgart. També va crear les seves primeres coreografies en aquesta companyia, després de la mort sobtada de John Cranko el 1973, va coreografia Return To A Strange Land (1974) en la seva memòria.
A principis dels anys setanta, va crear la primera coreografia (Viewers - 1973) per al "Nederlands Dans Theatre" (NDT) de La Haia. Després de crear dues coreografies més (Stoolgame - 1974 i La Cathédrale Engloutie - 1975), l'NDT li va oferir el càrrec de director artístic juntament amb Hans Knill, que després va ocupar els anys 1975-1977 com a codirector. i coreògraf, els anys 1978-1999 va treballar a NDT com a director artístic i des de 1999 continuà com a coreògraf. La primera de les seves coreografies significatives durant el període NDT va ser Sinfonietta (1978), seguida de Simfonia de salms (1978), i més tard, per exemple, Crits silenciosos (1986).
Juntament amb Carel Birnie, el fundador de NDT, Jiří Kylián va fundar un nou grup en NDT, NDT II per a joves ballarins, on es preparen durant dos anys per unir-se al grup principal NDT I o a un altre grup. L'any 1990, J. Kylián va fundar el grup NDT III per a ballarins de més de quaranta anys, que aleshores va existir a NDT fins que la nova direcció es va fer càrrec l'any 2006. La creació d'aquesta estructura única de NDT va ser guardonada amb el "Premi Nijinsky".

## Coreografies seleccionades
| - Sinfonietta (1978) – na hudbu Leoše Janáčka - Žalmová symfonie (1978) - Forgotten Land (Zapomenutá země) (1981) - Svadebka (1982) - Stamping Ground (1983) - Dítě a kouzla (1984) - Konec hry (1988) - Padající andělé (1989) - Sladké sny (1990) - Sarabande (1990) - Petite Mort (1991) - Stepping Stones (1991) | - Bella Figura (1995) - One Of A Kind (1998) - Indigo Rose (1998) - Birth-Day (2001) - Last Touch (2003) - Tar And Feathers (2006) - Gods and Dogs (2008) - Zugvögel (2009) - Mémoires d'oubliettes (2009) - Anonymous (2011) - East shadow (2013) - Fortune cookies (2014) |

## Filmografia
Pel·lícules fetes el 2006–2017:
- 2006 Car-Men
- 2013 Between entrance and exit
- 2014 Schwarzfahrer
- 2017 Scalamare[11]

## Premis i honors
El 25 d'abril de 2018, l'Académie des beaux-arts (Acadèmia de Belles Arts) francesa va escollir Jiří Kylián com a membre com a tercer txec de la seva història. Abans d'ell, Anton Reicha, un músic, i Václav Brožík, un pintor, es van convertir en membres de l'Acadèmia el 1835.
La inauguració cerimonial de Jiří Kylián va tenir lloc a París el 13 de març de 2019. A més, l'Acadèmia de Belles Arts va proposar la creació d'una nova secció "Coreografia" a les vuit seccions d'art existents. Jiří Kylián es va convertir en el primer membre acceptat de la secció de coreografia de nova creació. La seva inauguració es va veure enriquida inusualment amb l'entrada de ball de la ballarina i la seva dona Sabine Kupferberg, a la coreografia de Kylián.

## Altres premis
Jiří Kylián ha rebut molts premis i honors estrangers i txecs, p. ex.:
- 1983 Carina Ari Medal, Westend Theatre Award (Londres)
- 1986 Nederlandse Choreografie Prijs (Amsterdam)
- Hans Christian Andersen Ballet Award (Copenhaguen)
- Grand Prix International Vidéo-Danse (París)
- 1989 Sonia Gaskellprijs (Amsterdam)
- 1993, 1999 Premi Benois de la danse (Moscou)
- 1994 Dance Magazine Award (New York)[17]
- 1995 Decoration of the Royal Dutch order of Oranje-Nassau (Rytíř řádu Oranje-Nassau, Haag)[18]
- Price of the Dutch Theatre (Amsterdam)
- Premio Internazionále Gino Tani (Roma)
- Premio Danza a Danza (Milà)
- Outstanding Achievement of Cultural Merits Award (Tokio)
- Premio di Teatro di Roma/City of Roma
- 1997 Joost van den Vondel Prijs (Hamburg)
- 1997 "Medaile Za zásluhy" I. títol atorgat pel President Václavem Havlem[19]
- 1999 Officier de l'Ordre des Arts et des Lettres (París)
- 2000 Doctor honoris causa per l'Acadèmia d'Arts Escèniques de Praga[19]
- 2000 Premi "Artis Bohemiae Amicis" del Ministeri de Cultura de la República Txeca
- 2000 Sir Laurence Olivier Award (Londres)[20]
- 2000 3x "Nijinsky Award" (pro choreografa, za choreografii a za vytvoření unikátní struktury NDT: NDT I, NDT II a NDT III) (Monte Carlo)
- 2001 Comandant de l'Ordre de les Arts i les Lletres (París)[21]
- 2004 Chevalier de la Légion d’Honneur’ (París)
- 2006 "Premi Thalia" (Praga)[22]
- 2008 Lleó d'Or a la seva trajectòria, Biennal Venècia[23]
- 2011 Premi del Ministeri de Cultura de la República Txeca a la contribució destacada en l'àmbit del teatre (dansa i coreografia) (Praga)[24]
- 2017 Ciutadania honorífica de l'Haia
- 2018 Ciutadania honorífica de la ciutat de Praga
- 2019 Premi Benois de la Danse, a la trajectòria de tota la vida (Moscou)
- 2021 El premi "Gratias Agit" per difondre el bon nom de la República Txeca a l'estranger

## Biografies
- Raimon Àvila: Jiři Kylián: somniador de danses. Barcelona: Institut del Teatre de la Diputació de Barcelona, 2003, ISBN 84-7794-960-3
- Jiří Hlaváč: Jiří Kylián, Doctor Honoris Causa. Akademie múzických umění v Praze, 15.12.2000, ISBN 80-85883-62-7
- Isabelle Lanzová, Dorota Gremlicová, Elvíra Němečková, Roman Vašek: Různé břehy / Choreograf Jiří Kylián mezi Haagem a Prahou. Vydal Institut umění – Divadelní ústav (IDU) v Praze (2011), ISBN 978-80-7008-267-6
- Dana Paseková: Jiří Kylián. NAMU 2001, vydala Akademie múzických umění v Praze, Praha 2001, ISBN 80-85883-77-5
- Elisa Guzzo Vaccarino: Jiří Kylián. Palermo, L'Epos, 2001. ISBN 88-8302-180-0
- Marie-Noël Rio: Bon qu'à ça, Les Éditions du Sonneur, Paris, 2016 (v českém překladu Michala Lázňovského vydáno Národním divadlem v roce 2019 pod názvem Budižkněčemu)

## Pel·lícules sobre Jiří Kylián
- 2011 Jiří Kylián, Forgotten memories, dir. Don Kent, Christian Dumais-Lvowski
- 2019 Jeden rok v životě choreografa Jiřího Kyliána, dir. Martin Kubala